# Берёза ойковская
Берёза ойковская (лат. Betula oycoviensis) — вид гибридного происхождения из рода берёза семейства Берёзовые.
Она растёт на территории Чехии, Дании, Польши, Румынии, России, Словакии, Швеции и Украины и была описана в 1809 Йозефом Готлибом фон Бессером. Берёза ойковская занесена в список редких видов МСОП как уязвимый вид.
Берёза ойковская является генетическим гибридом двух других видов берёз: берёзы повислой и Betula szaferi, причём последний уже не встречается в дикой природе и растёт только в ботанических садах.